# Gleitender Durchschnittspreis
Ein gleitender Durchschnittspreis (kurz GLD-Preis) ist eine betriebswirtschaftliche Kennzahl, die bei der sich wiederholenden Beschaffung von Material oder Fertigerzeugnissen das sich verändernde Preisniveau von Einstandspreisen berücksichtigt.

## Allgemeines
Der gleitende Durchschnittspreis wird bei der Bewertung des Lagerbestands bei Bilanzpositionen verwendet, die zu unterschiedlichen Preisen eingekauft wurden. Handel und Industrie beschaffen laufend Material bzw. Waren, deren Einkaufspreise sich – beispielsweise durch Inflation – innerhalb einer Rechnungsperiode verändern können. Dann ist es sinnvoll, bei der Bewertung des Lagerbestands eine Bewertungsmethode zu finden, mit deren Hilfe die unterschiedlichen Preise einen Durchschnittspreis ergeben, der den mengengewichteten Einstandspreisen entspricht und damit einen historischen durchschnittlichen Einstandspreis wiedergibt. Andere Verfahren wie First In – First Out sind aufwändiger, weil zu jeder Bewertung die Historie der Zugänge des Bestands neu durchgerechnet werden muss.

## Ermittlung
Zur Errechnung wird die Methode des Gleitenden Mittels verwendet, wobei nach jedem Wareneingang ein neuer GLD-Preis errechnet wird, welcher der Bewertung der auf einen Zugang folgenden Abgänge zugrunde gelegt wird; der letzte Durchschnittspreis einer Rechnungsperiode kann zugleich auch als Buchwert in der Bilanz dienen, es sei denn, am Bilanzstichtag liegt der Beschaffungspreis niedriger als alle bisherigen Preise.
Der gleitende Durchschnittspreis wird wie folgt ermittelt:
{\displaystyle p_{GLD_{\text{neu}}}={\frac {p_{GLD_{\text{alt}}}\cdot x_{\text{alt}}+p_{\text{neu}}\cdot x_{\text{neu}}}{x_{\text{alt}}+x_{\text{neu}}}}},
wobei
{\displaystyle p_{GLD_{\text{neu}}}}: neuer Durchschnittspreis,
{\displaystyle p_{GLD_{\text{alt}}}}: alter Durchschnittspreis,
{\displaystyle x_{\text{alt}}}: bisherige Bestandsmenge,
{\displaystyle p_{\text{neu}}}: Einstandspreis der neuen Ware,
{\displaystyle x_{\text{neu}}}: Einstandsmenge der neuen Ware.
GLD-Preise zeigen die Tendenz, sich laufend an die Entwicklung der effektiven Beschaffungspreise anzunähern.
Da die Bestände unter Umständen aus Beschaffungsvorgängen stammen, die weit in der Vergangenheit liegen, aber auch aus rechentechnischen Gründen, wäre eine geschichtete und zum jeweiligen Einkaufspreis bewertete Bestandsführung zur Ermittlung des aktuellen Durchschnittspreises unnötig kompliziert und fehl am Platz. Weiter löst der gleitende Durchschnittspreis auch das Problem, wie zwischenzeitliche Bestandsabgänge zu bewerten sind. Hierzu wird der am Bilanzstichtag gültige GLD-Preis verwendet.
Ein Bewertungsverfahren muss sicherstellen, dass die Summe der Bewertungen der Zu- und Abgänge 0 ergibt, wenn der komplette Bestand wieder abgegangen ist. Dies ist sichergestellt, weil das GLD-Verfahren den Wert jedes Zugangs dem bisherigen Bestandswert hinzufügt, was die Addition von  {\displaystyle p_{neu}\cdot x_{neu}}zum alten Bestandswert verdeutlicht, und jeder Abgang vermindert den Wert des Bestandes anteilig, so dass beim Abgang der Gesamtmenge auch der gesamte Wert verschwindet.
Ein Nachweis der korrekten Veränderung des GLD bei Zugängen kann über Vollständige Induktion geführt werden.
Induktionsanfang:
Beim ersten Zugang vereinfacht sich die Formel zu
{\displaystyle p_{GLD_{\text{neu}}}={\frac {p_{\text{neu}}\cdot x_{\text{neu}}}{x_{\text{neu}}}}=p_{\text{neu}}}
Der GLD ist gleich dem Einstandspreis der ersten Lieferung. Damit ergibt die Multiplikation des GLD mit dem Bestand genau den Wert der Lieferung.
Induktionsschritt:
Hier sei
{\displaystyle w_{alt}}: bisheriger Wert des Warenbestands
{\displaystyle w_{neu}}: Wert der neuen Ware
Um im Formalismus der vollständigen Induktion zu bleiben, wird der bisherige Zustand mit n bezeichnet, und der darauffolgende Zustand mit n+1. So ergibt sich:
{\displaystyle p_{GLD_{\text{n+1}}}={\frac {p_{GLD_{\text{n}}}\cdot x_{\text{n}}+p_{\text{neu}}\cdot x_{\text{neu}}}{x_{\text{n}}+x_{\text{neu}}}}={\frac {w_{\text{n}}+w_{\text{neu}}}{x_{\text{n}}+x_{\text{neu}}}}={\frac {w_{\text{n+1}}}{x_{\text{n+1}}}}}
Angenommen, der bisherige GLD war korrekt. Dann gibt auch der neue GLD den korrekten Durchschnittspreis wieder, d. h. der Wert des Bestandes wird auch nach dem Zugang durch Multiplikation von GLD und Bestand korrekt wiedergegeben.
Nun ist zu zeigen, dass auch beim Abgang eines Warenbestandes der verbleibende Wert korrekt angepasst wird.
Hier sei
{\displaystyle x_{ab}}: abgehende Warenmenge
Der Stückpreis eines Abgangs entspricht dem GLD. Es gilt also:
{\displaystyle w_{neu}=p_{GLD}\cdot x_{\text{alt}}-p_{GLD}\cdot x_{\text{ab}}=p_{GLD}\cdot (x_{\text{alt}}-x_{\text{ab}})=p_{GLD}\cdot x_{\text{neu}}}
Also: Beim Abgang einer Teilmenge vermindert sich der Bestandswert um einen Betrag, der dazu führt, dass sich der Restwert genau aus GLD und der verbleibenden Menge berechnet. Dies gilt auch für den Sonderfall {\displaystyle x_{\text{alt}}=x_{\text{ab}}}, die zum Restbestand 0 und zum Restwert 0 führt.
Damit ist gezeigt, dass alle Zu- und Abgänge den Bestandswert genau um den zu- bzw. abgehenden Wert korrigieren, und dass ein Abgang des kompletten Bestands zu einem Restwert 0 führt.

## Wirtschaftliche Aspekte
Der gleitende Durchschnittspreis spielt für die Bestandsbewertung unter anderem in folgenden Gebieten eine Rolle:
- Bewertung von fremdbeschafften Rohmaterialien, Halbfabrikaten und Handelswaren,
- Bewertung von Wertpapieren im Wertpapierdepot.

Aus Gründen der Rechnungslegung kann der GLD-Preis für die Bestandsbewertung in der Bilanz am Bilanzstichtag nicht verwendet werden, wenn der aktuelle Einkaufspreis unter dem GLD-Preis liegt (Niederstwertprinzip). Aus betriebswirtschaftlicher Sicht sollten die kalkulatorischen GLD-Preise von Zeit zu Zeit überprüft und auf- oder abgewertet werden. Da sich buchhalterische und leistungswirtschaftliche Anforderungen zum Teil widersprechen, ist es ggf. sinnvoll und notwendig, für die buchhalterischen und betriebswirtschaftlich/kalkulatorischen Bedürfnisse zwei unterschiedlichen Sichten auf die Bestandsbewertung zu unterhalten. Eine Korrektur dieser Abweichung kann in Form einer Teilwertabschreibung erfolgen, die hier mit einem gesunkenen Marktwert der betreffenden Ware begründet werden kann.

## Sonstiges
Pendant sind periodische Durchschnittspreise, die am Ende einer Rechnungsperiode als gewogene Mittelwerte aus den Preisen aller Zugänge und dem Anfangsbestand ermittelt werden.
Die Verbrauchsfolgeverfahren entscheiden nicht nach Preisniveau, sondern setzen die Priorität auf die zeitliche Komponente beim Warenausgang aus dem Lagerbestand.